# Vlado Bučkovski
Vlado Bučkovski (en macédonien : Владо Бучковски), né le 2 décembre 1962 à Skopje, est un homme d'État macédonien membre de l'Union social-démocrate de Macédoine.
Il est ministre de la Défense entre mai et décembre 2001. Renommé dans cette fonction en novembre 2002, il est élu deux ans plus tard président de la SDSM et devient en décembre 2004 président du gouvernement de Macédoine. Il cède le pouvoir à Nikola Gruevski en juillet 2006, à la suite de la défaite des sociaux-démocrates aux élections législatives.
En 2008, il est condamné à trois ans et demi de prison pour « abus de pouvoir » pour des actes commis lors de son premier passage au ministère de la Défense.